# Ritonia
Ritonia es un género de plantas fanerógamas perteneciente a la familia Acanthaceae. El género tiene cuatro especies de plantas herbáceas.

## Especies
- Ritonia barbigera Benoist
- Ritonia humbertii Benoist
- Ritonia poissonii Benoist
- Ritonia rosea Benoist